# Villa dizona
Villa dizona är en tvåvingeart som först beskrevs av Friedrich Hermann Loew 1860.  Villa dizona ingår i släktet Villa och familjen svävflugor. Inga underarter finns listade i Catalogue of Life.